# Theodor-Fontane-Preis für Kunst und Literatur (Bezirk Potsdam)
Der Theodor-Fontane-Preis für Kunst und Literatur, kurz Theodor-Fontane-Preis oder Fontane-Preis, war ein Kunst- und Literaturpreis in der DDR. Er wurde vom Rat des Bezirks Potsdam 1954 „für die beste schöpferische Leistung des Jahres auf dem Gebiet der Kunst, Literatur und Architektur“ gestiftet. Der Preis wurde erstmals am 30. Dezember 1954 und dann jährlich bis 1989 vergeben.
Zuvor hatte bereits ab 1913 der Schutzverband deutscher Schriftsteller einen gleichnamigen Preis verliehen.

## Preisträger (Auswahl)
- 1954: Stephan Hermlin (1. Preis), Werner Nerlich (2. Preis), Manfred Grüttner (3. Preis)
- 1955: Eduard Claudius
- 1956: Jean Kurt Forest, Peter Huchel, Herbert Otto, Eberhard Rebling, Bernhard Seeger
- 1957: Horst Beseler, Rudolf H. Daumann, Hermann Hensel
- 1958: Fritz Dähn, Irma Harder, Wolfgang Joho
- 1959: Hans Marchwitza
- 1960: Gerhard Bengsch, Lin Jaldati
- 1961: Walter Kaufmann, Herbert Otto
- 1962: Fritz Eisel
- 1963: Kurt Poltiniak
- 1964: Walter Kaufmann, Hans Klakow, Ilse und Vilmos Korn
- 1965: Walter Bullert, Kurt Robbel
- 1966: Hedwig Bollhagen, Erwin Strittmatter, Fred Wander
- 1967: Ruth Kraft
- 1968: Gerhard Rosenfeld
- 1969: Günter Junge
- 1970: Wolfgang Wegener
- 1971: Werner Gottsmann
- 1972: Christa Wolf
- 1973: Peter Brock, Peter Rohn
- 1974: Helga Schütz
- 1975: Ilse Fischer[1], Heinrich Alexander Stoll
- 1976: Ursula Wendorff-Weidt, Gisela Heller, Emil Spiess[2]
- 1977: Karl Raetsch
- 1979: Erwin Stranka, Günter Rüger
- 1980: Ingeborg Bohne-Fiegert, Karl-Ernst Sasse, Rolf Winkelgrund
- 1981: Roland Oehme, Anna-Else Paetzold
- 1982: Jürgen Heidenreich (Bühnenbildner)
- 1983: Kurt Böwe, Roland Gräf, Christel Gräf, Peter Brand, Hermann Beyer
- 1985: Wolfgang Liebert, Konrad Schmidt
- 1986: Maria Seidemann
- 1988: Dieter Wolf, Helmut Bergmann, Erwin Stranka, Arianne Borbach, Daniela Dahn
- 1989: Gisela Heller
- Jahr unbekannt: Hubert Schmidt-Gigo[3]